# Ломовое (Орловская область)
Ломовое — село в Залегощенском районе Орловской области России. Административный центр Ломовского сельского поселения.

## География
Село находится в центральной части Орловской области, в лесостепной зоне, в пределах центральной части Среднерусской возвышенности, на правом берегу реки Ломовая, на расстоянии примерно 19 км (по прямой) к западу-юго-западу (WSW) от посёлка городского типа Залегощь, административного центра района. Абсолютная высота — 231 м над уровнем моря.
Часовой пояс
Село Ломовое, как и вся Орловская область, находится в часовой зоне МСК (московское время). Смещение применяемого времени относительно UTC составляет +3:00.

## Население
| 2002 | 2010 |
| ---- | ---- |
| 1027 | ↘908 |

Половой состав
По данным Всероссийской переписи населения 2010 года, в гендерной структуре населения мужчины составляли 46,6 %, женщины — соответственно 53,4 %.
Национальный состав
Согласно результатам переписи 2002 года, в национальной структуре населения русские составляли 79 % из 1027 чел.

## Улицы
| - ул. Воскресенская, - пер. Каштановый, - пер. Луговой, - ул. Набережная, | - пер. Почтовый, - ул. Садовая, - ул. Сосновая, - пер. Тополиный, | - пер. Туманова, - ул. Центральная, - пер. Школьный. |